# Kostel svatého Mikuláše (Lounky)
Kostel svatého Mikuláše v Lounkách je římskokatolický filiální kostelv Lounkách, části obce Chodouny v okrese Litoměřice. Původně gotická, částečně barokně přestavěná sakrální stavba se nachází v centru polabské vsi v církevním areálu. Kolem kostela byl dodatečně zvýšen okolní terén, což způsobilo současné zapuštění stavby do „suterénu“. Součástí areálu je i zvonice. Od roku 1964 je kostel chráněn společně s ohradní zdí, zvonicí a hřbitovní kaplí jako kulturní památka.

## Historie

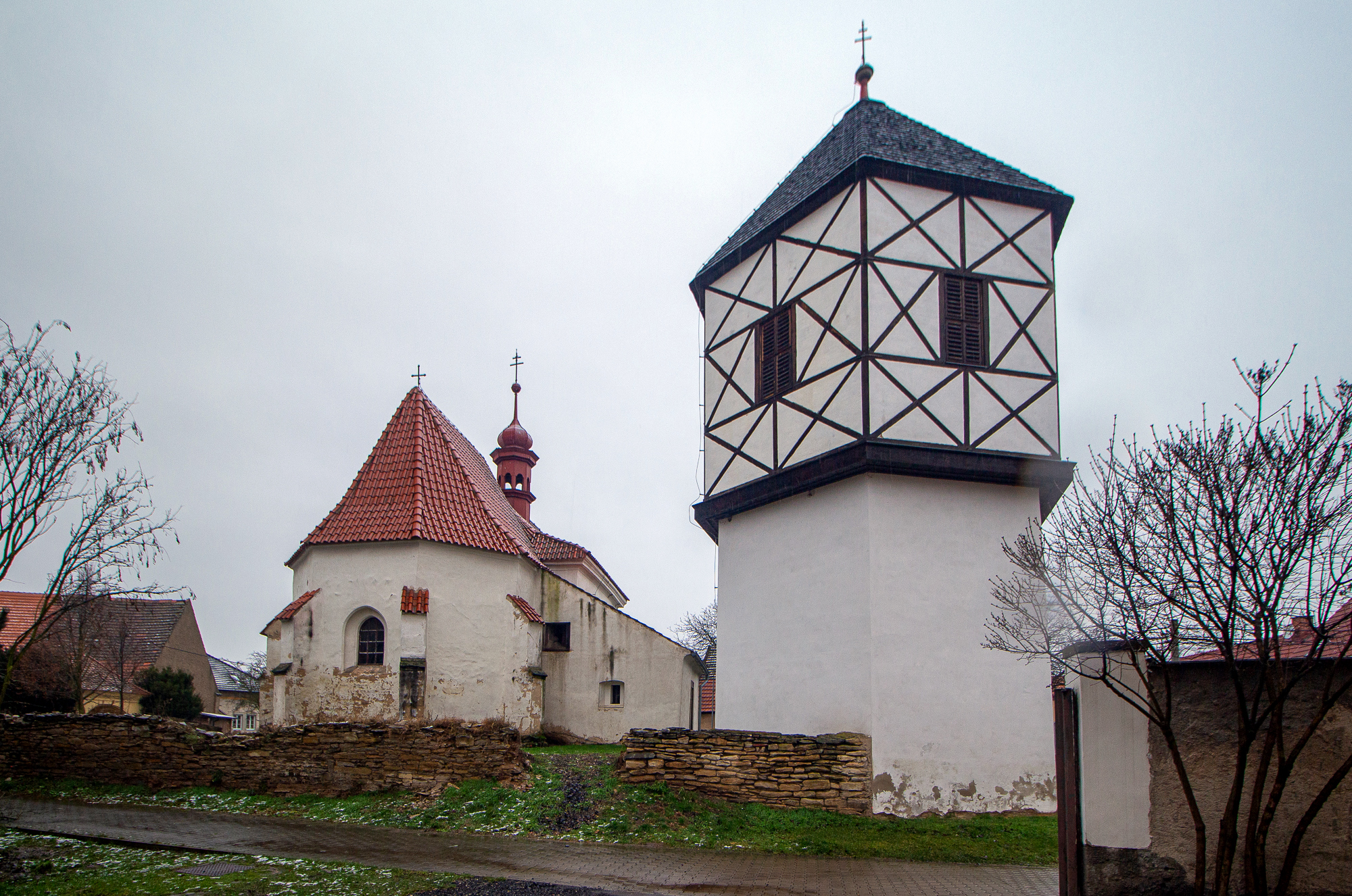
Kostel v Lounkách se zvonicí

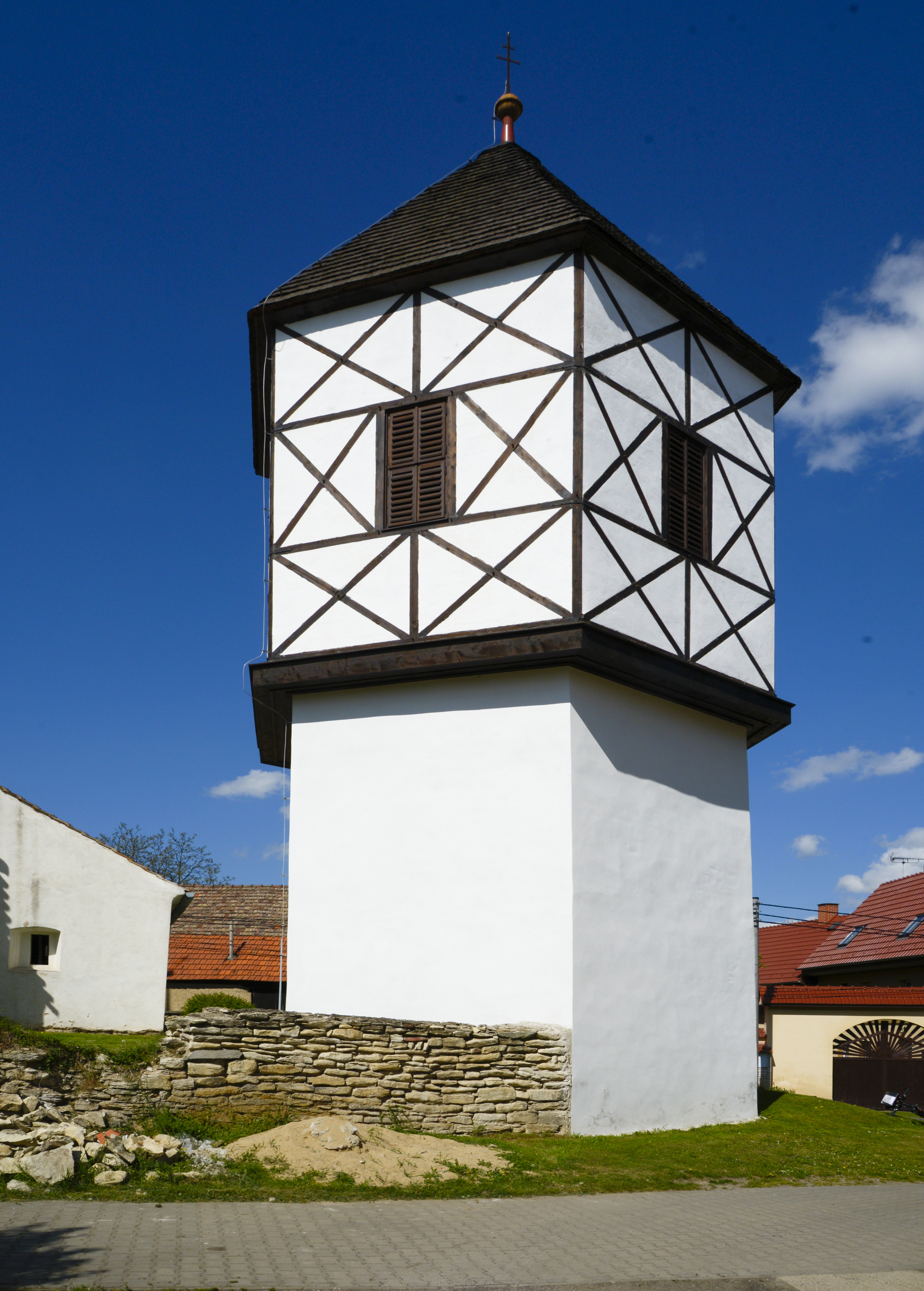
Zvonice u kostela sv. Mikuláše v Lounkách

Na konci 13. století (podle jiných zdrojů ji ve 12. století) byl v místě současného kostela postaven malý zděný kostelík. Od roku 1344 spadaly Lounky s okolními vesnicemi do vlastnictví pražského arcibiskupství, coby součást Roudnického panství. Již před rokem 1384 tak byly v Lounkách, v Černěvsi a Vetlé samostatné plebánie. Během husitských bouří byl však celý systém zničen a duchovní správu poté museli zajišťovat kněží z Roudnice. 
Kolem roku 1400 byl kostel rozšířen o dnešní polygonální presbytář s opěrnými pilíři.  
V době třicetileté války byly kostely v Lounkách a Vetlé spravovány jako filiální ze sousední Černěvsi. V 17.-18. století byl kostel zbarokizován.
Miroslav Šantin administrator in materialibus štětské katolické farnosti respektive štětské farní kolatury, do které byl roku 1992 ustanoven k nemocnému P. Ferdinandu Plhalovi, SDB, se v témže roce zasadil o obnovení bohoslužeb.
V rámci Programu záchrany architektonického dědictví bylo v letech 1995–2014 na opravu památky čerpáno 1 400 000 Kč (700 000 Kč v roce 1999 a 700 000 Kč v roce 2000).
Od roku 1992 se nedělní bohoslužby konají opět pravidelně. Pro rozlehlost štětské kolatury jsou často celebrovány kněžími z jiných farností.

## Architektura
Po severním boku je novější předsíň. Při západním průčelí stojí barokní sakristie. Nad západním průčelím lodi byl při této barokní úpravě vztyčen volutový štít a sanktusník. Loď má na jižní straně dvě zazděná raně gotická okénka. Na severní straně je zazděný pozdně gotický portál s profilovaným ostěním. Presbytář má hrotitá okna a portál vedoucí do sakristie pochází z období kolem roku 1400. Valbový štít průčelí byl barokně upraven v 18. století.
Loď a presbytář mají křížové klenby z období kolem roku 1400, které nesou zjednodušené prvky částí klenby roudnického kláštera augustiniánů. Žebra klínového profilu s výžlabky spočívají na jehlanových a figurálních konzolách. V presbytáři se zachoval pozdně gotický sanktuář.

## Zařízení
Zařízení kostela je barokní z 18. století.

## Okolí kostela
V severovýchodním obvodu hřbitovní zdi je polygonální zděná zvonice s hrázděným patrem.